# Transport ferroviaire en République dominicaine

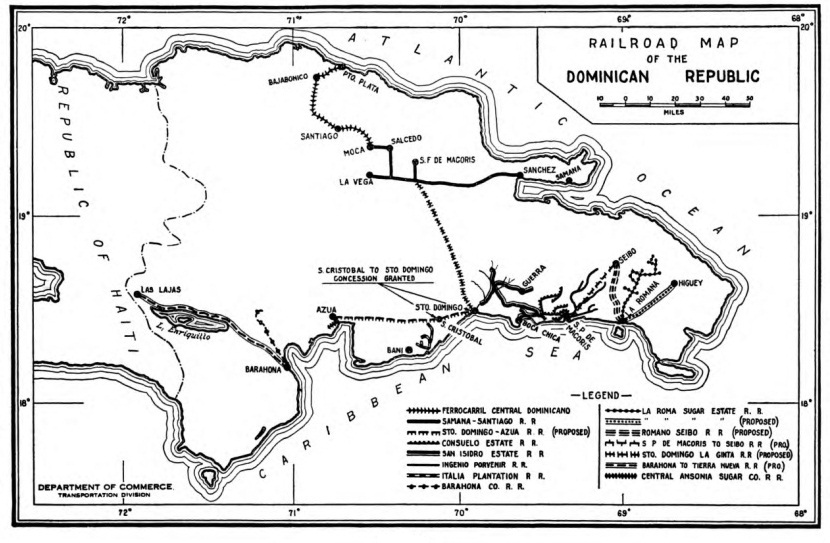
Carte du réseau ferroviaire dominicain en 1925.

Le transport ferroviaire en République dominicaine se développa au cours du dernier quart du XIXe siècle, notamment du fait de l'essor de l'industrie sucrière.

## Histoire
La première ligne est inaugurée en 1877 entre la capitale Saint-Domingue, sur la côte sud, et Puerto Plata sur la côte nord, via Santiago de los Caballeros.
Durant les décennies suivantes, le réseau se développe notamment grâce à des investisseurs privés, en utilisant plusieurs types d'écartements différents :
- le Central Romana, inauguré en 1911 pour les besoins de l'industrie sucrière, compte 757 km dont 375 km à écartement normal ;
- le réseau gouvernemental totalisait 142 km de voies étroites (1 067 mm, soit 3 pieds 6 pouces) ;
- plusieurs compagnies privées utilisaient également des voies étroites pour le transport de la canne à sucre (557 mm, 762 mm et 1 067 mm).

Au cours du XXe siècle, plusieurs lignes sont fermées, réduisant le réseau ferroviaire initial à plusieurs tronçons épars, concentrés principalement autour de centres urbains comme San Pedro de Macorís et La Romana.
En 2008, le transport ferroviaire est relancé en République dominicaine, à la suite de l'inauguration de la première ligne de métro desservant la capitale Saint-Domingue. L'extension de ce réseau prévoit la mise en service de cinq lignes supplémentaires.

## Projets
Même s'il n'y a jamais eu de connexion ferroviaire entre le réseau dominicain et le réseau haïtien (qui a disparu durant les années 1960), la République dominicaine projette de reconstituer son réseau national, en y associant cette fois Haïti. Ainsi, plusieurs villes haïtiennes et dominicaines seraient reliées entre elles, notamment une ligne entre les deux capitales, Port-au-Prince et Saint-Domingue.

## Sources
- (en) Cet article est partiellement ou en totalité issu de l’article de Wikipédia en anglais intitulé « Rail transport in the Dominican Republic » (voir la liste des auteurs).